# Jasin
Jasin (arapski:  يس‎  ) je 36. sura iz Kurana. i cijela je mekanska. Ima 83 ajeta.
Kod muslimana danas uglavnom se ova sura stavlja u svezu sa smrti, pa je čest slučaj da obitelj čita jasin članu obitelji koji je na samrti, nadajući se da će to biti od koristi članu obitelji koji umire. Pri tome se često previđa da u toj suri Alah opominje "onoga tko je živ".
U hrvatskih i susjednih muslimana uvriježilo se mišljenje da je ova sura jedna od najboljih i najvrjednijih. Smatra se pohvalnim i poželjnim čitati ju u raznim situacijama: na samrti, prigodom dženaze, za dušu umrlog, u mubarek noćima, radi bereketa te općenito da ako je potreba čitati najbolja je da to bude jasin, te brojne ostale situacije, ovisno o mjestu i sredini. Nijedan vjerodostojni hadis ne ukazuje na takvu vrijednost ove sure. Svi na kojima se zasniva su slabi ili izmišljeni, to jest oslanjaju se u tome na hadis za koji su mislili da je vjerodostojan ili na predaju od ashaba Gudejfa. Uporišta za ovaj običaj koji se proširio nema u vjerodostojnom sunnetu, niti u praksi ashaba i tabi'ina niti selefa ovog ummeta, osim kod čitanja sure jasina osobi na samrti, ne umrloj osobi.  Islamski su se znalci podijelili po pitanju čitanja jasina. Većina (hanefije, šafije i hanabile) drži da je mustehab čitati ga osobi na samrti. Oni koji drže da je mustehab čitati jasin na samrti govore da je mudrost u tome jer govori o tevhidu, drugom svijetu i radosnoj vijesti ulaska u Džennet onome koji umre na tevhidu, pa se duša tome raduje i lako joj je napustiti tijelo. Drugi smatraju da je zbog slabosti dotičnog hadisa i što to nije bila praksa ljudi u njegovo vrijeme mekruh čitati jasin ili ikoju drugu suru. Treći smatraju da je hadis slab zbog slabosti ravije Ebu Osmana i da oni koji misle da je mustehab da su računali da je hadis sahih.

## Vanjske poveznice
- Fakultet za islamske studije u Novom Pazaru Jasin za mrtve